# Torneo de los Barrios
Das Torneo de los Barrios (span. für Nachbarschaftsturnier) war ein Sportwettbewerb auf Amateurbasis in Mexiko-Stadt, der von der mexikanischen Tageszeitung El Heraldo de México organisiert und gesponsert wurde. Er umfasste ein Box- und ein Fußballturnier, das während der 1970er und 1980er Jahre ausgetragen wurde und zu Beginn der 1990er Jahre zum Erliegen kam.

## Geschichte

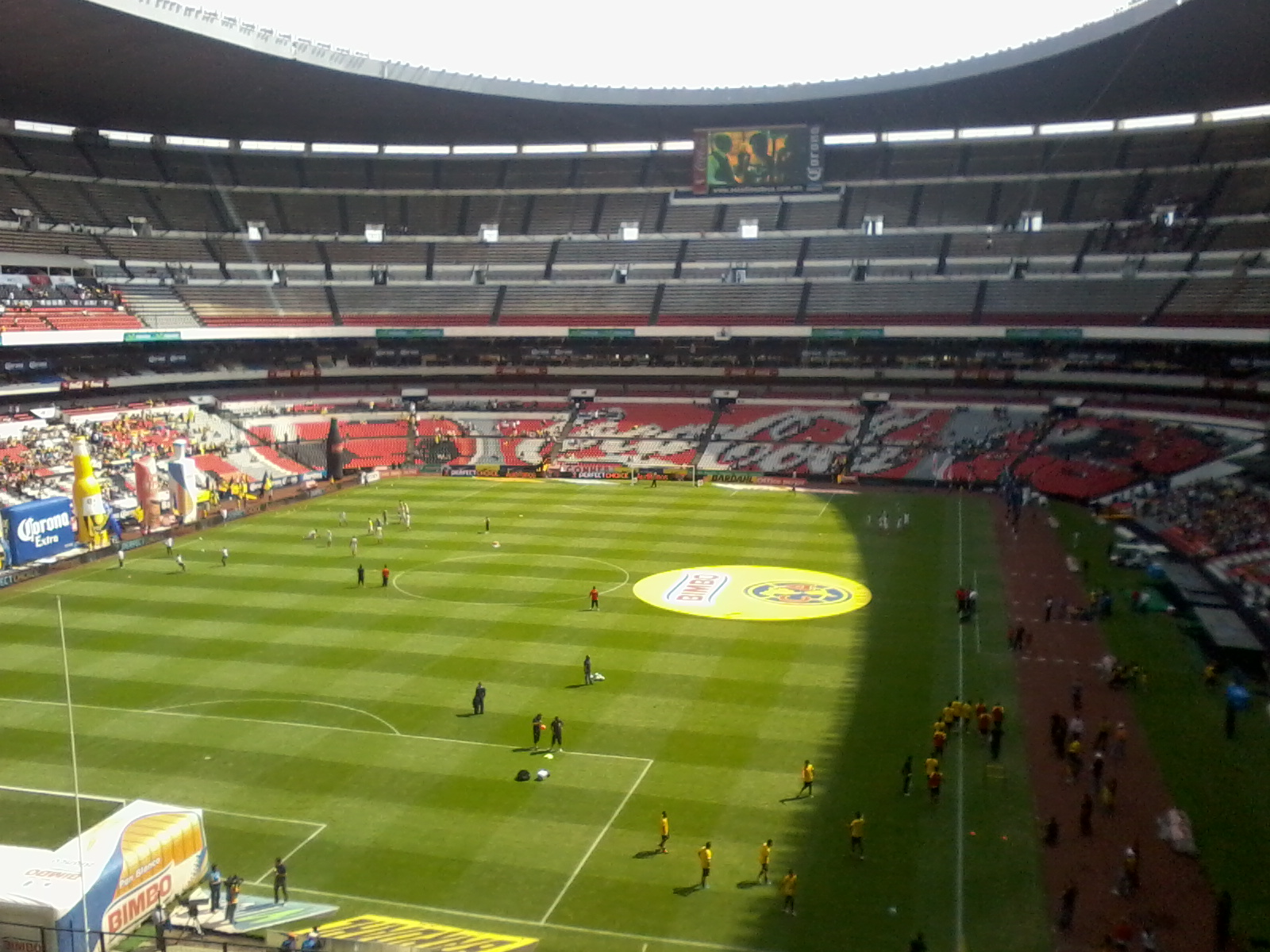
Das Aztekenstadion war Austragungsort des Finals und des Spiels um den dritten Platz.

Das Turnier wurde erstmals 1973 ausgetragen und stand allen interessierten Amateursportlern und -mannschaften aus sämtlichen Delegaciones der Hauptstadt offen. Die Endrundenspiele wurden auf dem Sportgelände der Ciudad Deportiva Magdalena Mixhuca ausgetragen. Das Finale und das Spiel um den dritten Platz fanden im Aztekenstadion statt.
1976 standen sich im Finale die Nachwuchsmannschaften der großen Hauptstadtvereine CD Cruz Azul und Club América in einem „kleinen“ Clásico Joven gegenüber, in dem sich die Mannschaft von Cruz Azul mit 2:1 durchsetzen konnte. Den dritten Platz belegte eine richtige Amateurmannschaft namens Zacamel.
Für Amateursportler diente das Turnier nicht nur als sportlicher Wettstreit mit der Nachbarschaft gegen die anderen Viertel, sondern auch als eine Chance, von Talentspähern für eine Profikarriere entdeckt zu werden. So wurde zum Beispiel der spätere Nationalspieler Cristóbal Ortega bei einer frühen Ausgabe dieses Wettbewerbs von Talentscouts des Club América entdeckt, der ihn 1974 mit einem Profivertrag ausstattete und bei dem er seine gesamte Laufbahn (bis 1991) verbrachte. Auch der spätere Nationaltrainer Miguel Herrera wurde während eines solchen Turniers entdeckt.
Doch in erster Linie hatte das Turnier den Zweck, die Nachbarschaft und den sportlichen Wettstreit auf Amateurbasis zu fördern. Es fand eine große Resonanz bei den Menschen und es kamen Verwandte, Freunde und Nachbarn der Spieler, um sie zu unterstützen. Es dauerte nicht lange, bis das Turnier Nachahmer in anderen Teilen des Landes fand. So wird zum Beispiel in Grenznähe zu den Vereinigten Staaten von der Tageszeitung La Voz de la Frontera (dt. Die Stimme der Grenze) ein Wettbewerb namens Torneo de los Barrios de la Voz de la Frontera ausgetragen.
Auch in der Hauptstadt zeigt man sich bestrebt, das Turnier wiederzubeleben. So hat die Tageszeitung El Heraldo de México, die auch für das traditionelle Turnier verantwortlich war, für das Jahr 2018 einen Wettbewerb mit der Bezeichnung Futbol 7 veranstaltet, an dem alle Amateurfußballer(innen) im Alter von 18 bis 25 Jahren aus der Hauptstadt teilnehmen konnten.